# Antonio González Suárez
Antonio González Suárez (El Paso, isla de La Palma, Canarias, 1915 - San Cristóbal de La Laguna, Tenerife, 1975) fue un pintor y profesor de Bellas Artes. 

## Formación
Realizó sus primeros estudios entre su ciudad natal, El Paso, y La Laguna (Tenerife), a donde se trasladó con sus abuelos maternos, maestros titulares de educación infantil. Continuó el Bachillerato en San Cristóbal de La Laguna que compaginó con su formación autodidacta. Estudió Bellas Artes en Santa Cruz de Tenerife, interesándose por la especialidad de la acuarela. Se alistó en el Ejército, obteniendo el grado de Sargento de Artillería.

## Vida profesional
Viajó a la Península durante la Guerra Civil, compaginando su profesión militar con la pintura de paisajes que va conociendo. 
En 1939 se integró en el Círculo de Bellas Artes de Santa Cruz de Tenerife, donde ya había celebrado y celebraría numerosas exposiciones individuales (1938, 1940, 1944, 1946, 1947, 1949, 1950, 1952, 1954) y colectivas. Expuso tres acuarelas en el Instituto Español de Londres (1946) y en el Museo de Arte Moderno de Madrid, en 1950.
En 1947 colaboró en los frescos de la iglesia de Santo Domingo, en La Laguna (Tenerife) con el pintor Mariano de Cossío, su futuro suegro.
De sus viajes al norte de España, Inglaterra (1953) y Noruega (1954) reconoció en sus obras una sintonía especial, cromática y anímica, con aquellos paisajes, que también fue percibida, por algún artista de esos países.
En 1955 dejó el Ejército y se le nombró profesor interino de Dibujo Artístico en la Escuela de Artes y Oficios de S/C de Tenerife; docencia que también impartió en la Escuela de Bellas Artes de la misma ciudad hasta el año en que falleció. En 1963 preside la Agrupación de Acuarelistas Canarios. En 1974 es nombrado académico por la de Artes y Ciencias de Puerto Rico.

## Reconocimientos y condecoraciones
- 1946: La Laguna (San Cristóbal de), Tenerife. Ateneo: Homenaje.
- 1954: Barcelona. Salón Nacional de la Acuarela: Primera Medalla Nacional.
- 1954: Santa Cruz de Tenerife. Hotel Anaga: Homenaje.
- 1957: Madrid. Salón Nacional de la Acuarela: Primera Medalla Nacional.
- 1957: Santa Cruz de Tenerife. Real Academia Canaria de Bellas Artes de San Miguel Arcángel: Académico de Número.
- 1960: Santa Cruz de Tenerife. Exposición Regional de Pintura y Escultura: Premio de Acuarela.
- 1965: Santa Cruz de Tenerife. Exposición Regional de Pintura y Escultura: Mención honorífica.
- 1967: Santa Cruz de Tenerife. Exposición Regional de Pintura y Escultura: Premio del Cabildo Insular.
- 1974: Puerto Rico. San Juan. Academia de Artes y Ciencias: Académico de Número.